# MaK G 1201 BB
A MaK G 1201 BB négytengelyes dízel-hidraulikus mozdonysorozat, melyet a Maschinenbau Kiel (MaK) gyártott 1978-ban, összesen 1 példányban.

## Technikai részletek
A MaK G 1201 BB tengelyelrendezése B’B’, az egyetlen legyártott egység legnagyobb megengedett sebessége 40 km/h (25 mph), azonban 30 vagy 60 km/h (19 vagy 37 mph) maximális sebességű kivitelben is lehetett rendelni. A mozdonyt az MTU 600 kW (820 PS) névleges teljesítményű 8 V 331 TC 11 típusú motorjával szerelték. Az egyetlen legyártott MaK 1201 BB szolgálati tömege 88 t (87 angol tonna; 97 amerikai tonna), azonban 70–88 t (69–87 angol tonna; 77–97 amerikai tonna) szolgálati tömegű kivitelben is lehetett rendelni. A típus tüzelőanyag-tartálya 2500 l (550 imp gal; 660 US gal) kapacitású.
A G 1201 BB-t a Bundesverbandes Deutscher Eisenbahnen (Német Vasutak Szövetsége) által az 1970-es években kidolgozott típusprogramja alapján fejlesztették ki. Ennek eredményeképp a vezetőfülkébe nem közvetlenül oldalról, hanem rakszelvényen belül, a járdákról lehet bejutni, a mozdony négy sarkán helyet kapott lépcsőket pályakotrók védik, illetve a gépterek keskenyek, hogy a vezetőfülkéből rálátás nyíljon az ütközőkre.
A típus nem bizonyult sikeresnek, mindössze egyetlen példányt gyártottak 1978-ban. Amikor 1981-ben elérhetővé váltak az MTU 396-os sorozatú erősebb motorjai, akkor a G 1201 BB-t leváltotta az erősebb motorral szerelt G 1203 BB a MaK termékpalettáján. A G 1202 BB és a G 1204 BB nagyban hasonlít a G 1201 BB és a G 1203 BB típusokhoz; külső méretük megegyezik, azonban azokba nem nyolc-, hanem nagyobb teljesítményű tizenkét hengeres MTU-motorokat szereltek.

## Üzemeltetők
A típus egyetlen legyártott mozdonyát kezdetben két éven keresztül bérmozdonyként használta a MaK, amíg 1980-ban el nem adta azt a Solvay GmbH német vegyipari vállalatnak, ami a rheinbergi üzemének kiszolgálására használja azt.

## Fordítás
- Ez a szócikk részben vagy egészben  a   MaK G 1201 BB című német Wikipédia-szócikk ezen változatának fordításán alapul.  Az eredeti cikk szerkesztőit annak laptörténete sorolja fel. Ez a jelzés csupán a megfogalmazás eredetét és a szerzői jogokat jelzi, nem szolgál a cikkben szereplő információk forrásmegjelöléseként.